# سیارک ۱۸۰۹۱
سیارک ۱۸۰۹۱ (به انگلیسی: 18091 Iranmanesh، نامگذاری:2000JN58) هجده هزار و نود و یکمین سیارک کشف شده‌است که در ۶ مه ۲۰۰۰ کشف شد.
قدر مطلق سیارک برابر ۱۷.۸ است.